# Геолого-мінералогічний музей Дніпровської політехніки

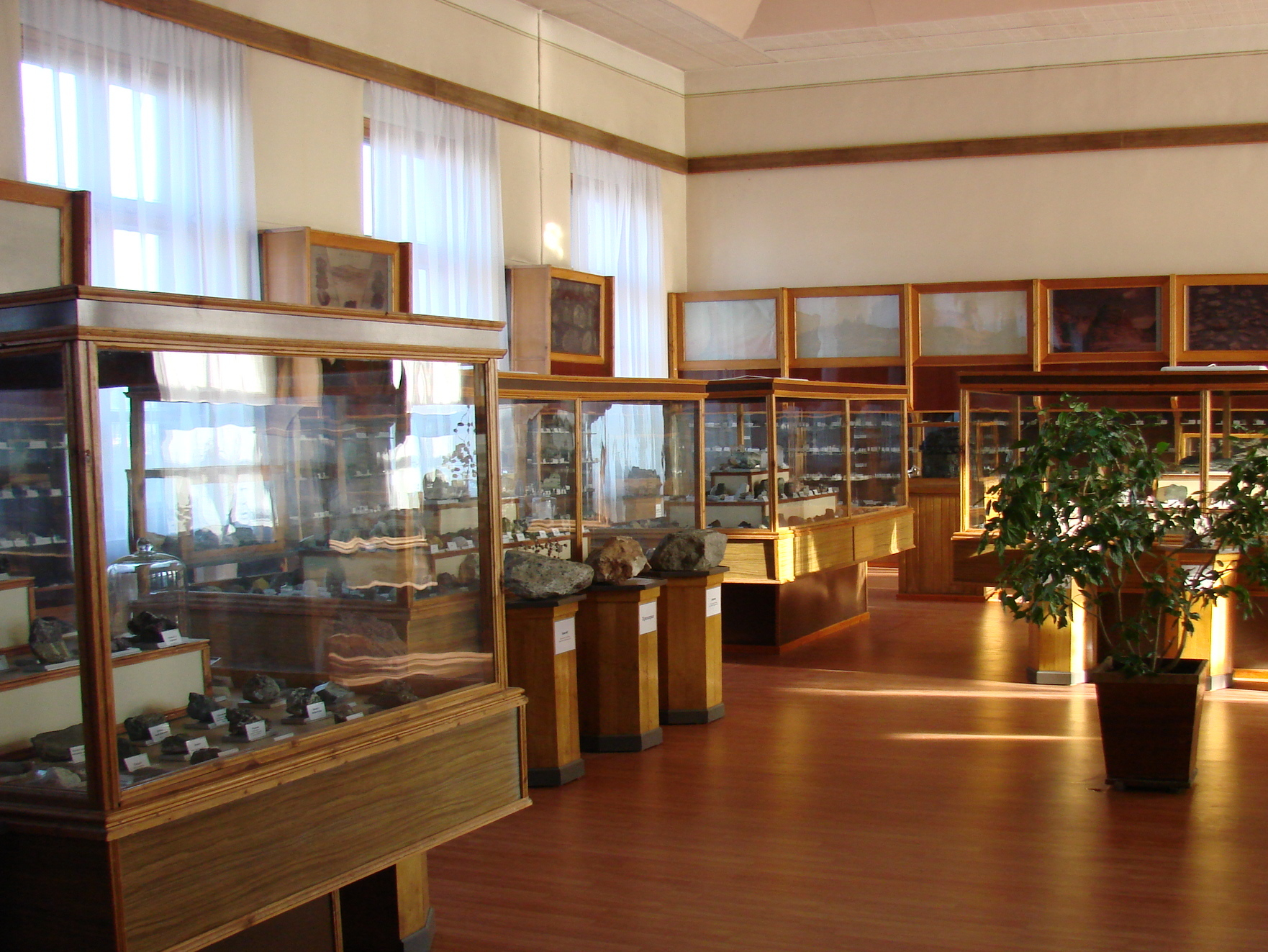
Геолого-мінералогічний музей Дніпровської політехніки

Геолого-мінералогічний музей НТУ "Дніпровська політехніка" (1901 р. - наші дні) - фаховий і один з найдавніших в Україні геолого-мінералогічний музей.

## З історії музею
Музей функціонує з початку ХХ ст. при кабінеті мінералогії, а з 19.08.1935 є самостійним підрозділом НТУ "Дніпровська політехніка". Під час Другої світової війни у перші ж дні окупації міста музей був майже повністю знищений.  Відновлення музею проходило одинадцять повоєнних років Через це він став доступний для відвідування лише у 1955.

## Сучасний стан музею
Станом на 2016 музей включає відділи:
- мінералогії, кристалографії та петрографії;

Особливо цінні експонати цього відділу: уламок кристалу берилу з пегматитів Волині вагою 7,75 кг та розмірами 18х14 см; жеода аметисту з штату Мінас-Жерайс (Бразилія);зросток кристалів антимоніту довжиною до 35 см (що є унікальним явищем для цього мінералу) і вагою понад 8 кг з о. Сікоку (Японія). Це найдавніший експонат сучасного музею (придбаний ще до 1917)
- історичної геології та палеонтології;

Особливо цінні експонати цього відділу: скам’янілі рештки кінцівок динозавра з пустелі Гобі (Монголія), відбитки та внутрішні ядра амонітів і двостулкових молюсків великих розмірів, кістки ссавців четвертинного періоду, скам’янілі стовбури дерев кам’яновугільного та палеогенового періодів.
- відділ корисних копалин.

Особливо цінні експонати цього відділу: кімберліти з багатьох алмазоносних трубок Якутії – Саха, колекція метеоритів. Одним з найкрасивіших експонатів музею є сувенір “Замок”, виготовлений з агальматоліту (пагодиту) та гагату. Це дарунок студентів з Китаю.
Виставочна експозиція налічує близько 3 тис. експонатів, займає зал площею більше 350 м2, розташована в 44 вітринах та на 45 окремих подіумах і тумбах. Музей щорічно відвідують до 5 тис. студентів вищих навчальних закладів; учнів шкіл, ліцеїв та гімназій; представників підприємств та організацій; учасників наукових конференцій, семінарів та симпозіумів. 